# Burg Schallegg
Burg Schallegg (slowenisch Grad Šalek) ist die Ruine einer Höhenburg und liegt auf einem steilen Berg über dem Fluss Paka (deutsch: Pack) südöstlich von Velenje (Wöllan), Slowenien. Als Teil von Velenje gehört es heutzutage zur statistischen Region Savinjska.

## Lage
Die seit dem 18. Jahrhundert ruinöse Burg liegt etwa einen Kilometer östlich des Stadtzentrums von Velenje. Das Anwesen war namensgebend für das Schallegger Tal (Šaleška dolina), ein acht Kilometer langes und zwei Kilometer breites Talbecken zwischen Dobrna im Südösten und Šoštanj im Nordwesten. 
Die Ruine liegt in der Mitte des Tals, in das das Flüsschen Paka (Pack) am Fuß des Burgbergs von Norden kommend eintritt und das Schallegger Tal bis Šoštanj durchfließt. 

## Geschichte

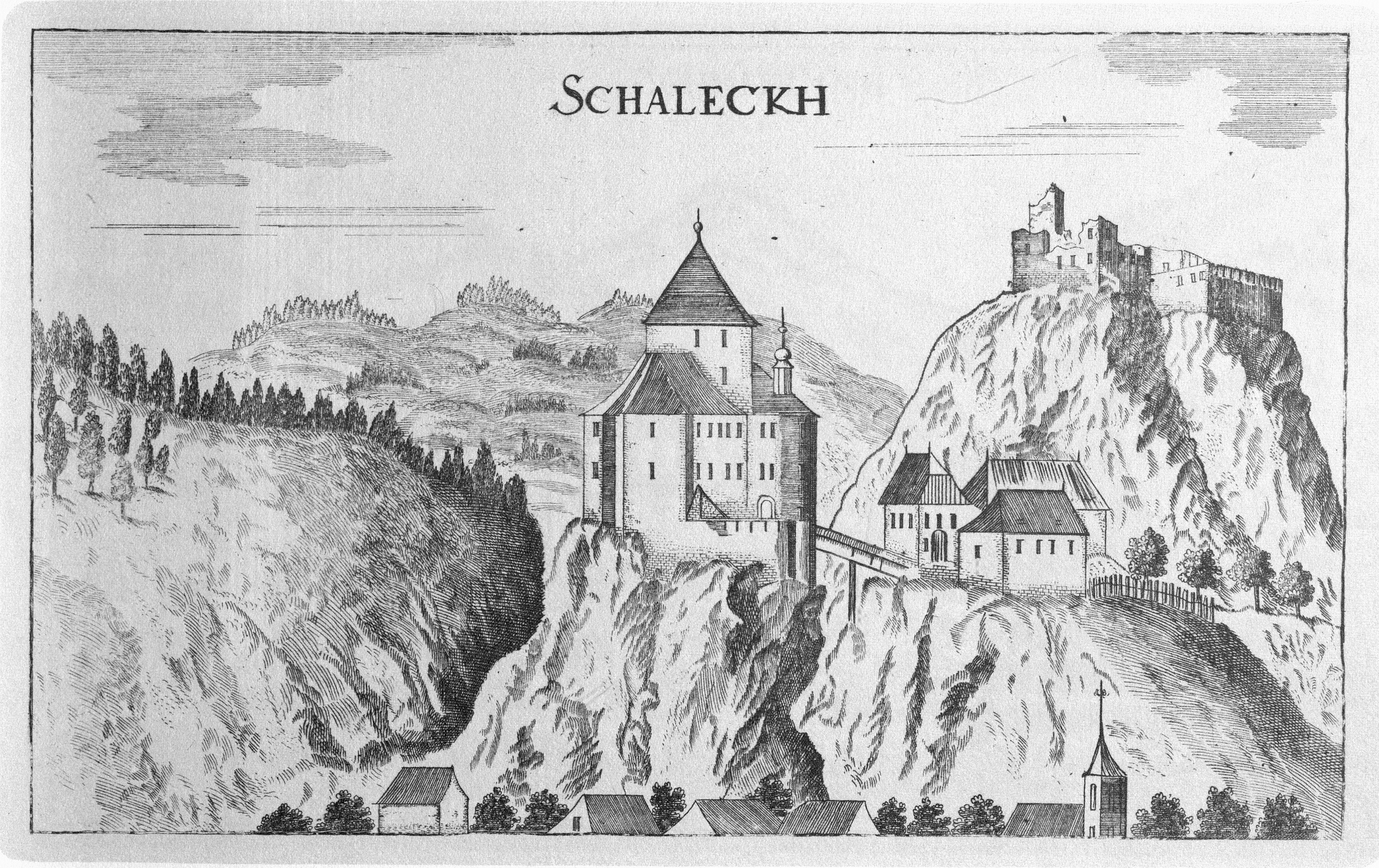
Vischer – Topographia Ducatus Stiriae

Die Burg und der gleichnamige Ort unterhalb des Burgbergs gehörten im Mittelalter zur Untersteiermark, die Teil des Herzogtums Steiermark war und damit Teil der Habsburgischen Erblande war.
Die Burg ist 1278 erstmals urkundlich als das Besitz der von Schallegg erwähnt. Egeloff von Schalegg ist 1264 als Ministerialer der Diözese Gurk belegt. Im Jahr 1314 verkaufte Ritter Nikl von Schallegg die Burg an Otto Eckenstein. 
Im Jahr 1335 belehnte der Bischof von Gurk die Burg an Friedrich von Sanneck (slowenisch: Friderik Žovneški) als Friedrich I. Begründer des Grafengeschlechts von Cilli. Ab 1341 war die Burg in seinem Eigenbesitz. Für 1353 ist die Belehnung eines Niklas Kienberger mit der Burg durch die Grafen von Cilli belegt. Später saßen bis 1428 die Ritter von Reichenegg auf der Burg.
Im Jahr 1561 kam die Burg in Besitz von vier Ganerben, 1575 wird als Eigentümer Erasmus Raumschüssel erwähnt. Die Raumschüssel saßen bis 1664 auf der Burg, als Marietta Raumschüssel, geborene Baronin Buchheim, die Burg an ihren Cousin Baron Otto Taufenbach verkaufte. Nach dessen Tod im Jahr 1695 ging der Besitz an Ferdinand Leopold von Teufenbach. Ab 1722 waren die Grafen von Maurburg und 1732 Baron Johann Josef Gabelkhoven Besitzer. Um 1770 brannte Burg Schallegg nieder und wurde aufgegeben.

## Baugeschichte
Der Bergfried als ältester Teil der Burg hat einen bemerkenswerten dreieckigen Grundriss, der in Slowenien und Europa sehr selten ist. Auf dem Kupferstich von Georg Matthäus Vischer (veröffentlicht 1681) ist noch deutlich eine Vorburg zu erkennen, beide Teile über eine Holzbrücke miteinander verbunden. Vom Aussehen her ähnelt die Burg einer Turmburg. Später wurde ein Palas am Bergfried angebaut und der schmale Berg rundum befestigt.
Die Burgruine ist heute ein slowenisches Kulturdenkmal von lokaler Bedeutung (EŠD) mit der Nummer 4329.

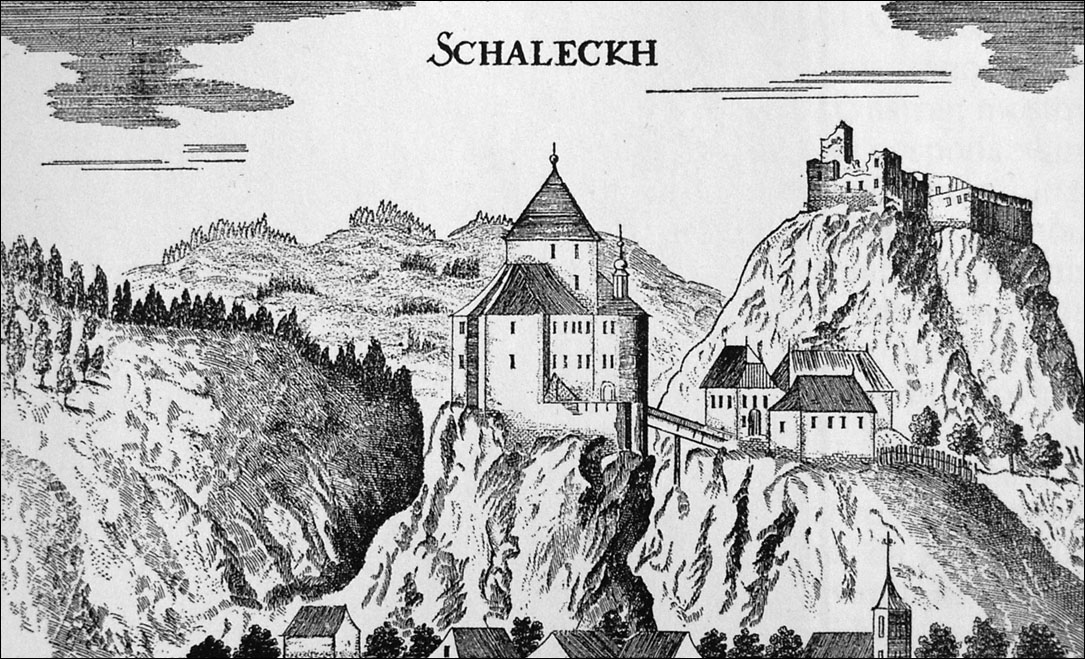
Die noch komplette Burg um 1680, im Hintergrund (Ri. Südosten) die Ruinen der schon damals zerfallenen Burg Eckenstein (Ekenštajn)
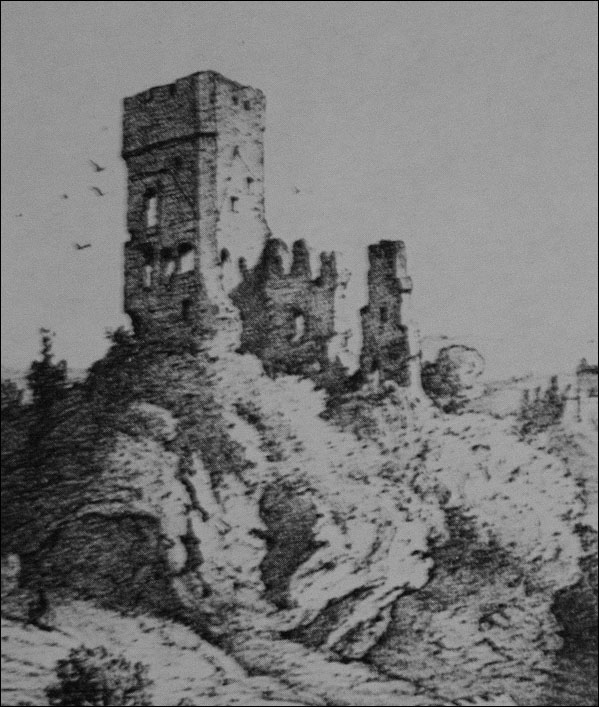
Die Burg um 1863
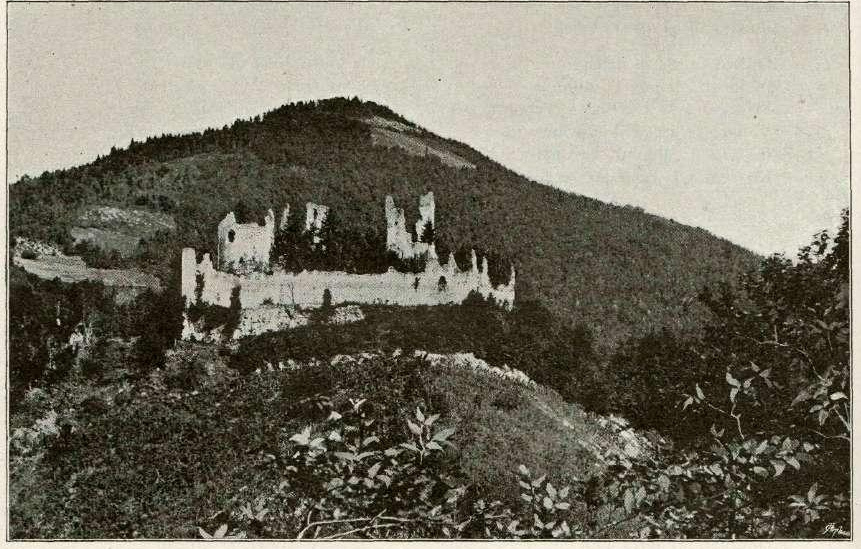
Aussehen der Burgruine um 1895
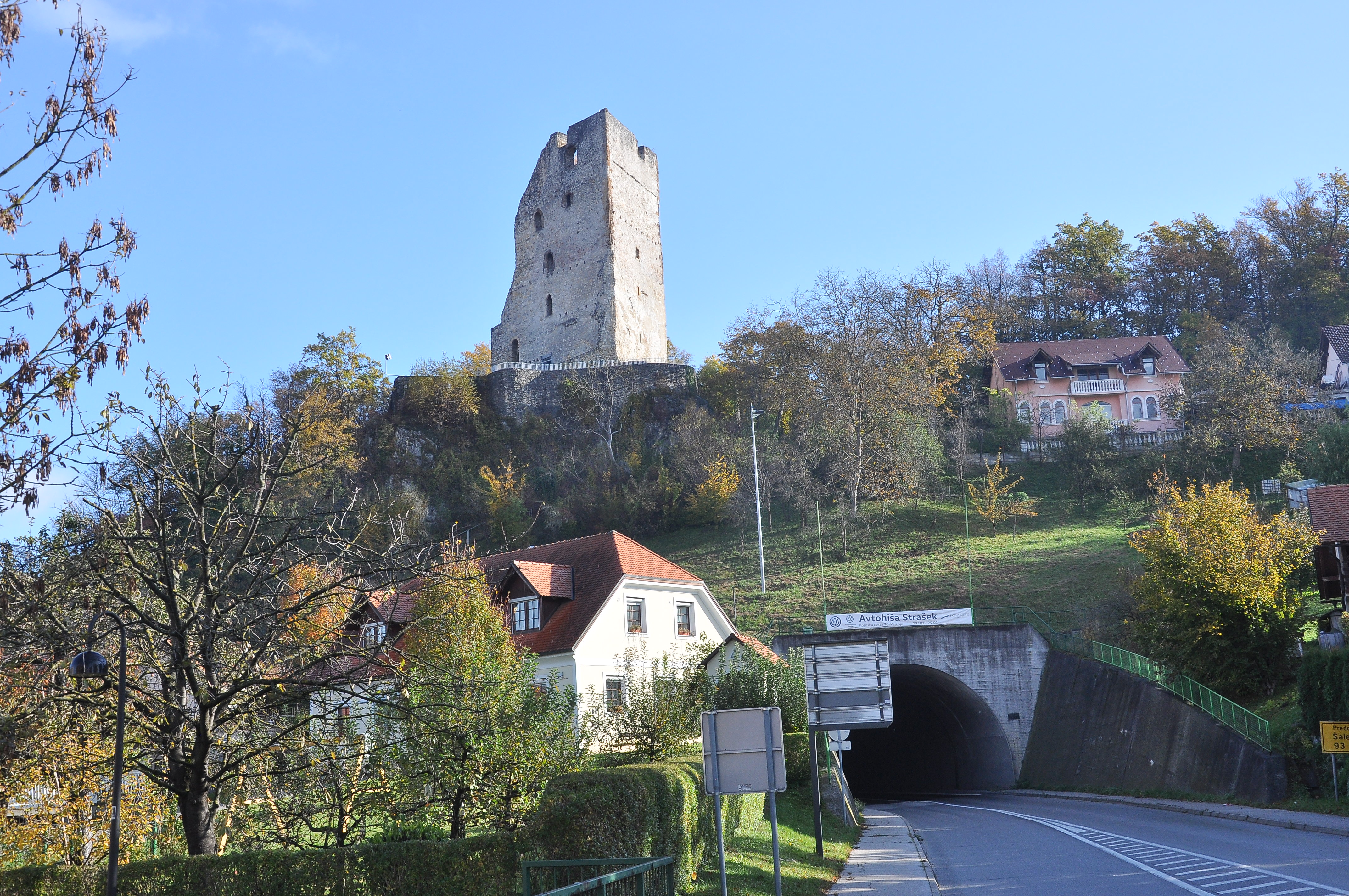
Ort und Burgruine heute, die Landesstraße 4 führt im Tunnel durch den Burgberg